# Длиннопёрый трахинот
Длиннопёрый трахинот, или азиатский трахинот (лат. Trachinotus baillonii), — вид лучепёрых рыб семейства ставридовых. Широко распространены в Индо-Тихоокеанской области. Максимальная длина тела 60 см. Морские бентопелагические рыбы.
Видовое название дано в честь французского натуралиста Луи Байлона (фр. Louis Antoine François Baillon) (1778–1851).

## Описание
Тело удлинённое, овальной формы, сильно сжато с боков, покрыто мелкой циклоидной чешуёй. Верхний и нижний профили тела выпуклые, сходны по форме. Верхний профиль головы полого снижается к закруглённому рылу. Зубы на обеих челюстях мелкие, ворсинкообразные, расположены полосками. На сошнике зубы расположены в виде V-образного пятна. Пятно зубов на нёбе длинное. На языке зубов нет. На верхней части первой жаберной дуги 5—13 жаберных тычинок, а на нижней —15—19 тычинок. В первом спинном плавнике 6 отдельно сидящих коротких колючек. Во втором спинном плавнике один жёсткий и 21—25 мягких лучей. В анальном плавнике один колючий и 20—24 мягких лучей. Перед плавником расположены 2 короткие колючки. Передние доли второго спинного и анального плавников длинные; передняя доля анального плавника значительно длиннее передней доли второго спинного плавника. Брюшные плавники относительно короткие, их длина укладывается 1,9—2,3 раза в длину грудных плавников. На хвостовом стебле нет канавок и килей. Хвостовой плавник глубоко раздвоенный. Боковая линия делает невысокую дугу над грудными плавниками. Позвонков: 10 туловищных и 14 хвостовых.
Верхняя часть тела от серебристо-синего до серого цвета, нижняя часть тела — серебристо-белая. По бокам тела вдоль боковой линии проходят 3—7 чёрных пятен (пятна отсутствуют у особей длиной менее 10—13 см). Количество пятен увеличивается по мере роста рыб. Все пятна мельче диаметра радужной оболочки глаза. Нет пятен над грудными плавниками (у мелких особей могут быть 1—2 мелкие точки). Второй спинной, анальный и хвостовой плавники от серого до чёрного цвета. Грудные плавники бледные или желтоватые. Брюшные плавники бледно-жёлтые или оранжево-жёлтые. 
Максимальная длина тела — 60 см, обычно до 35 см. Масса тела до 1,5 кг.

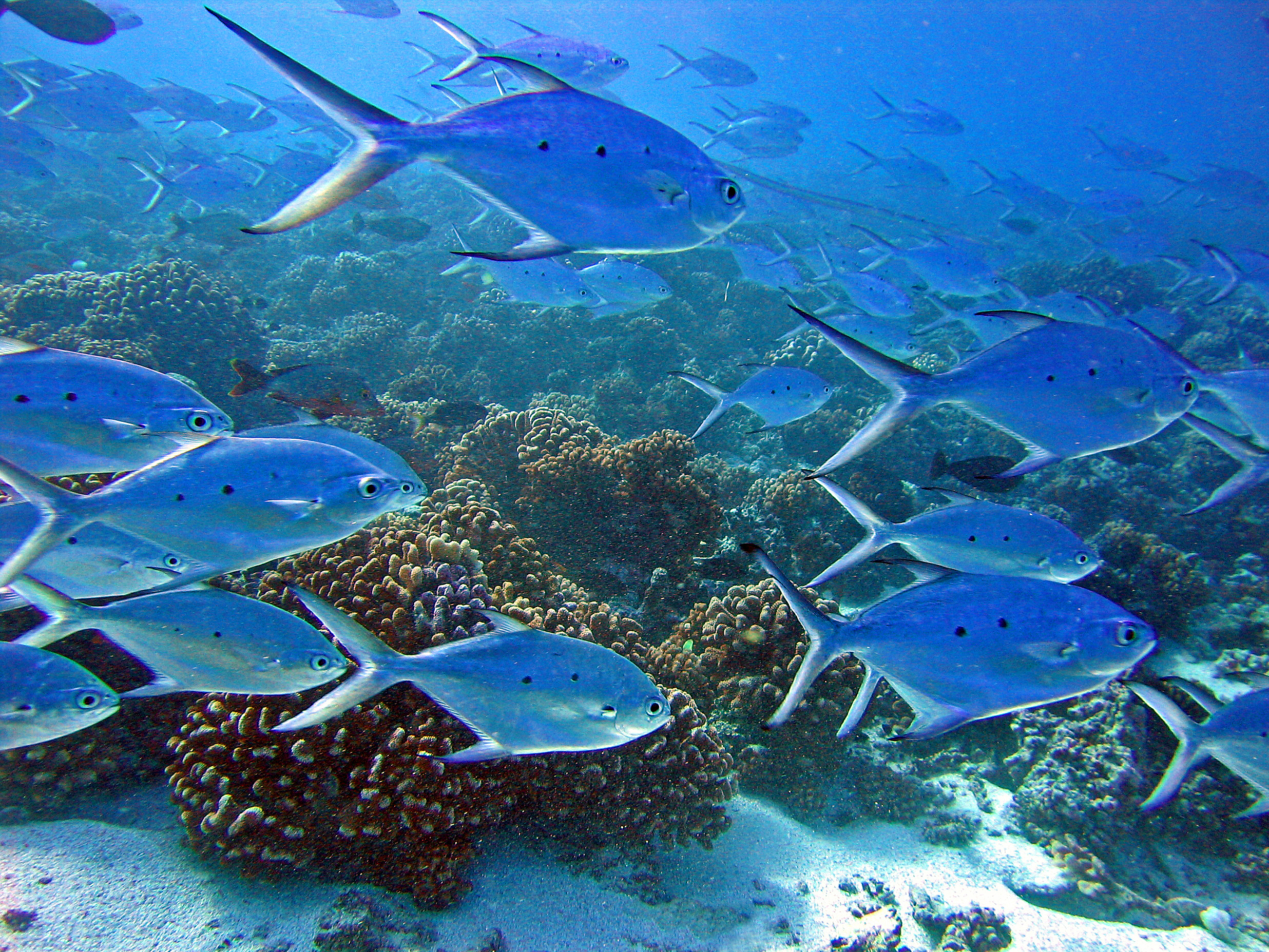
Стайка длиннопёрых трахинотов в водах Полинезии

## Биология
Морские бентопелагические рыбы. Обитают в прибрежных водах на глубине от 0 до 3-х метров (по данным других авторов встречаются на глубине до 50 м). Парами или небольшими группами патрулируют края рифов или песчаные пляжи в зоне прибоя. Молодь образует большие скопления на наиболее мелководных участках зоны прибоя. Питаются преимущественно ракообразными и полихетами.

## Ареал
Широко распространены в Индо-Тихоокеанской области от Южной Африки до Красного моря и Персидского залива, включая Мадагаскар, Сейшельские и Маскаренские острова; в прибрежных водах Южной и Юго-Восточной Азии; на север до южной Японии и на юг до западной и восточной Австралии. В Тихом океане встречаются до островов Гамбье, Рапа-Ити и Тонга.